# 豆しとぎ

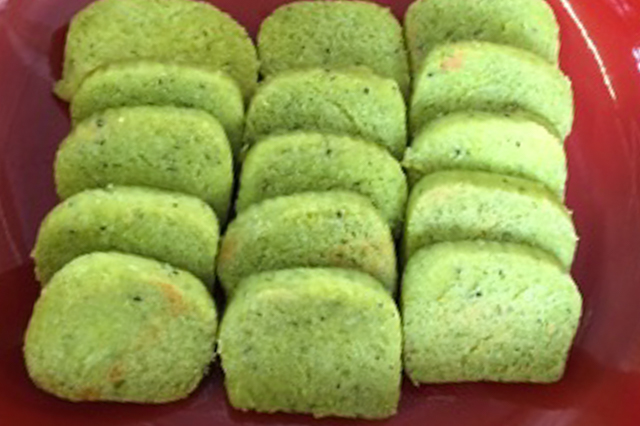
南部地方で食される豆しとぎ

豆しとぎ（まめしとぎ）とは南部地方（青森県の三八・上北地方、下北地方及び岩手県北部（二戸や九戸など））に伝わる、潰した豆に米粉・砂糖等を混ぜて作った郷土菓子。

## 概要
しとぎ（粢）とは本来、水で柔らかくした米をつぶし、こねて団子のようにした食物を指す。
これを豆で作った「豆しとぎ」が、江戸時代・八戸藩政期から食されており、ハレの日に山の神・農神へお供えするハレ食として作られた。同類の食物として米が収穫できない地域で「稗（ひえ）しとぎ」が作られることもあった。
『聞き書　岩手の食事』によると、岩手県北では、12月9日の大黒様、12月19日の蒼前様（馬の神）の年取りの供え物になるほか、12月12日の山の神の年取りの晩には12個を供えることから「十二しとぎ」ともいう。供え物の場合は「おしとぎ」と敬語で呼ばれ、また、豆もち、または単に「しとぎ」「すっとぎ」とも呼んでいる。おやつとしても好まれた。
青森県の南部地方でも、12月に続く様々な神様の年取り行事で、豆しとぎを供えた。
なお、青森県津軽地方には「しとぎ餅」があるが、これは米粉（上新粉）の餅にあんこが入った平たい郷土菓子であり、全く異なるものである。この違いは米が比較的収穫できた津軽地方とやませ（東からの冷風）により、米の収穫が少ない三八地方の事情が大きく影響したためと考えられている。
大豆を収穫する秋に作られ主に青大豆が使用されるのが一般的ではあるが、黒豆、茶豆、だだちゃ豆を使用する場合もある。
かつては12月から3月までの寒い時期に作られるのが一般的であったが、現在は通年で土産品として購入することが可能である。

## 作り方
地域また家庭により細部は異なるが、概ね次のような作り方が伝えられている。
大豆を一晩水につけて、茹でる。豆は固すぎると青臭さが残り、煮すぎると歯ごたえや風味が失われることから、程よい加減を調節する。
冷ました豆を臼で挽き、米粉・大豆の煮汁・砂糖を混ぜて、かまぼこの形に整える。
切ったものをそのまま食べるほか、焼いたりふかしたりして食べることも好まれる。日持ちがしないため、また新豆を使って作るため、かつては寒い時期に作られていた。生菓子であるため、保存する場合は冷凍するなどの注意が必要である。